# Earl Bamber
Earl Bamber, född 9 juli 1990 i Whanganui, är en professionell nyzeeländsk racerförare och fabriksförare för Porsche i IMSA Weathertech Sportscar Championship.

## Racingkarriär
Bamber vann i konkurrens med bland annat Daniel Ricciardo Formel BMW Asia 2006, och fick därefter chansen i Formel V6 Asia 2007, där han blev sjua det första året. Han lyckades bättre i serien 2008, där han dominerade serien och ledde när ett par omgångar återstod. Hans tävlade dock i A1GP i samband med de fyra sista racen, om missade titeln. Han debuterade samtidigt i GP2 Asia säsongen 2008/2009 och blev där tvåa i heat två på Shanghaibanan. Han har även nått fina resultat för Nya Zeeland i A1GP. 

### Le Mans
Bamber har vunnit Le Mans två gånger. Han vann tillsammans med Nick Tandy och Nico Hülkenberg 2015 och tillsammans med Timo Bernhard och Brendon Hartley 2017. Båda gångerna i en Porsche 919 Hybrid.